# Zoolander
Zoolander é um filme de comédia e ação estadunidense de 2001, dirigido por Ben Stiller e estrelado por ele, Owen Wilson e Will Ferrell. O filme satiriza a indústria da moda e mundo dos modelos. Zoolander contém elementos de um par de curtas-metragens dirigidos por Russell Bates e escrito por Drake Sather e Stiller para os especiais de televisão VH1 Fashion Awards em 1996 e 1997. As curtas-metragens do próprio filme apresentam um modelo narcisista e estúpido chamado Derek Zoolander. O filme mostra Zoolander se tornando fantoche de executivos de moda corruptos em um plano para assassinar o primeiro-ministro da Malásia. O nome 
“Derek Zoolander” foi inventado por Bates enquanto ele editava o primeiro curta-metragem, e foi inspirado no nome de dois modelos masculinos que trabalharam para Calvin Klein: o holandês Mark Vanderloo e o americano Johnny Zander.
Zoolander recebeu críticas mistas positivas, mas foi um sucesso de bilheteria. Sua sequência, Zoolander 2, foi lançada em fevereiro de 2016, tendo críticas negativas. Uma série animada, Zoolander: Super Model, foi lançada pela Netflix no Reino Unido em agosto de 2016.

## Sinopse
Derek Zoolander (Ben Stiller) é um modelo decadente, que já foi o principal modelo do mundo pelos seus olhares Le Tigre, Blue Steel e pelo inovador Magnum, mas que vem perdendo espaço para Hansel (Owen Wilson). Para retomar o posto de modelo favorito, ele se envolve em uma trama para matar o Primeiro Ministro da Malásia, sofrendo uma lavagem cerebral.

## Elenco
- Ben Stiller como Derek Zoolander
- Owen Wilson como Hansel McDonald
- Christine Taylor como Matilda Jeffries
- Will Ferrell como Jacobim Mugatu
- Milla Jovovich como Katinka Ingabogovinanana
- Jerry Stiller como Maury Ballstein
- David Duchovny como J.P. Prewett
- Jon Voight como Larry Zoolander
- Vince Vaughn como Luke Zoolander
- Judah Friedlander como Scrappy Zoolander
- Nathan Lee Graham como Todd
- Alexander Skarsgård como Meekus
- Justin Theroux como Evil DJ
- Andy Dick como Massagista Olga
- Andrew Wilson como Hansel
- John Vargas como Designer italiano
- Jennifer Coolidge como Designer estadunidense
- Tony Kanal como Designer francês
- Nora Dunn como Designer britânica
- James Marsden como John Wilkes Booth
- Patton Oswalt como Fotógrafo macaco

O filme tem as participações de Donald Trump, Melania Trump, Victoria Beckham, Emma Bunton, Christian Slater, Tom Ford, Cuba Gooding, Jr., Steve Kmetko, Tommy Hilfiger, Natalie Portman, Anne Meara, Fabio Lanzoni, Lenny Kravitz, Gwen Stefani, Gavin Rossdale, Heidi Klum, Mark Ronson, Paris Hilton, David Bowie, Tyson Beckford (falando), Fred Durst, Lance Bass, Lil' Kim, Garry Shandling, Stephen Dorff, Sandra Bernhard, Claudia Schiffer, Veronica Webb, Lukas Haas, Carmen Kass, Frankie Rayder, Karl Lagerfeld, Winona Ryder, Billy Zane, Irina Pantaeva e Donatella Versace.

## "Derelicte"
"Derelicte" é o nome dado à linha de moda projetado pelo personagem Mugatu de Will Ferrell e é uma paródia a uma linha de moda real, criado por John Galliano em 2000.  É descrito por Mugatu no filme como "uma moda, uma forma inspirada pelos muitos sem-teto, os vagabundos, as prostitutas de crack que fazem esta maravilhosa cidade de tão única vida". A linha de moda no filme é composto de roupas feitas a partir de objetos do cotidiano que podem ser encontrados nas ruas de Nova York; Galliano usava roupas usadas pelos destituídos de inspiração para uma linha de moda da vida real, em 2000.

## Censura
O filme nunca foi exibido na Malásia, o país mencionado no filme, como ele é descrito como pobre e dependente de fábricas. Placa de censura da Malásia considerou "definitivamente impróprios".O filme também foi proibido na vizinha Singapura devido à bilaterais sensibilidades e do filme excessivo  drogas.[carece de fontes?] Posteriormente, foi disponibilizado em Singapura, em 2006, com a classificação R de restrito nos EUA, o filme foi originalmente avaliado R, mas mais tarde foi re-avaliado em PG-13, inadequado para menores desta idade, por ter conteúdo sexual, palavrões, e referências a drogas.
Na versão asiática, todas as referências ao país da Malásia foram alteradas para Micronésia, a sub-região que Hansel confundiu com a Malásia em um ponto na versão ocidental.[carece de fontes?]
Nos Estados Unidos, uma vez que o filme foi lançado em 28 de setembro de 2001 (apenas duas semanas após os ataques de 11 de setembro de 2001 contra o World Trade Center), Stiller tomou a decisão executiva para remover digitalmente quaisquer fundos que originalmente continham as torres gêmeas em o horizonte de fundo. Stiller defendeu sua decisão de apagar as imagens de Nova York e das torres do World Trade Center do filme, dizendo que ele fez o que pensava ser apropriado na época.

## Acusações de plágio
Glamorama, um livro de humor negro/suspense de 1998 do autor Bret Easton Ellis, o mesmo de Less Than Zero e American Psycho, que conta a história de um modelo de moda masculino vazio que se torna um fantoche em uma conspiração terrorista internacional escondido dentro da indústria da moda. Em de 2005, Ellis afirmou que ele estava ciente das semelhanças entre Zoolander e Glamorama, e disse que ele considerou e tentou tomar medidas legais. Ellis mais tarde foi perguntado sobre as semelhanças em uma entrevista à BBC, mas disse que ele é incapaz de discutir o tema devido a um acordo fora dos tribunais.

## Recepção
O filme recebeu mistas com críticas positivas dos críticos, marcando um "Fresh" 64% no Rotten Tomatoes com base em opiniões de 130 críticos,  bem como uma pontuação de 61 em 100 no Metacritic, indicando opiniões "geralmente favoráveis".

## Sequência
Em dezembro de 2008, segundo a imprensa relatou, Ben Stiller confirmou que tem a intenção de fazer uma sequência para o filme, atualmente chamado de Zoolander 2, que é provavelmente apenas um título de trabalho nesta fase inicial. Ao ser entrevistado em 15 de maio de 2009, em um episódio de Friday Night with Jonathan Ross, Stiller disse que ele estava olhando para uma série de scripts. Foi relatado por várias fontes que o escritor de Justin Theroux Homem de Ferro 2, que também co-escreveu Tropic Thunder com Stiller, é definido para escrever e dirigir a continuação. A partir de 2 de março de 2010, Ben Stiller confirmou que ele está escrevendo Zoolander 2, afirmando: "Estamos no processo de obtenção de um roteiro escrito, assim que é nos estágios iniciais. Mas sim, isso vai acontecer".
Em um episódio em dezembro de 2010 de The Tonight Show with Jay Leno, Owen Wilson afirmou que um segundo Zoolander provavelmente iria ser feito com o título de trabalho de Twolander. 
Em janeiro de 2011, Ben Stiller confirmou que o roteiro foi concluído, embora a confirmação do filme depende dos estúdios. Stiller comentou sobre a trama da sequência,

É dez anos mais tarde e mais do que está definido na Europa... é basicamente Derek e Hansel... embora o último filme terminou com uma nota feliz um monte de coisas aconteceram nesse meio tempo. Suas vidas mudaram e eles não são realmente mais relevante. É um mundo novo para eles. Will Ferrell é escrito no roteiro e ele manifestou interesse em fazê-lo. Acho Mugatu é uma parte integrante da história de Zoolander, então sim, ele apresenta em grande forma".
Stiller reprisou seu papel como Zoolander em Saturday Night Live, episódio de 8 de outubro de 2011, aparecendo em Weekend Update com Stefon (Bill Hader) como novo amigo após Seth Meyers se recusar a ir a uma festa com Stefon.[carece de fontes?]
Stiller novamente reprisou seu papel como Zoolander no Night of Too Many Stars do Comedy Central que foi ao ar em 21 de outubro de 2012.[carece de fontes?]
Em 2013, Stiller disse em The Graham Norton Show que, embora o script é concluído, os planos não são completamente realizado em dezembro de 2013. O novo vilão vai supostamente ser interpretado por Jonah Hill.
A sequência Zoolander 2 vai estrear 2016 e vai contar com Ben Stiller, Owen Wilson (reprisando seus papeis de Derek e Hansel), Will Ferrell (Reprisando o papel de Mugatu) e ainda com Kristen Wiig, Penelope Cruz, Benedict Cumberbatch.

## Trilha sonora

### Lista de faixas
A trilha sonora de Zoolander foi lançado em 25 de setembro de 2001.
| N.º            | Título                              | Artista                                      | Duração |  |
| 1.             | "Start the Commotion"               | The Wiseguys com a participação de Greg Nice | 2:35    |  |
| 2.             | "Relax"                             | Frankie Goes to Hollywood                    | 3:56    |  |
| 3.             | "Call Me"                           | Nikka Costa                                  | 4:08    |  |
| 4.             | "Love to Love You Baby"             | No Doubt                                     | 4:22    |  |
| 5.             | "I Started a Joke"                  | The Wallflowers                              | 3:09    |  |
| 6.             | "He Ain't Heavy... He's My Brother" | Rufus Wainwright                             | 4:38    |  |
| 7.             | "Wake Me Up Before You Go-Go"       | Wham!                                        | 3:51    |  |
| 8.             | "Rockit"                            | Herbie Hancock                               | 5:26    |  |
| 9.             | "Beat It (Moby's Sub Mix)"          | Michael Jackson                              | 6:13    |  |
| 10.            | "Madskillz-Mic Chekka (Remix)"      | BT                                           | 5:50    |  |
| 11.            | "Faces"                             | Orgy                                         | 4:28    |  |
| 12.            | "Ruffneck"                          | Freestylers com a participação de Navigator  | 5:43    |  |
| 13.            | "Now Is the Time"                   | The Crystal Method                           | 5:37    |  |
| 14.            | "Relax"                             | Powerman 5000                                | 3:05    |  |
| Duração total: | Duração total:                      | Duração total:                               | 63:01   |  |

O remix de Kruder & Dorfmeister da canção "Gone" de David Holmes está no filme Zoolander quando está no dia do spa, pouco antes de sua lavagem cerebral.